# 植松雅俊
植松 雅俊（うえまつ まさとし、1910年（明治43年）6月19日 - 1958年（昭和33年）11月14日）は、昭和期の宮内官、政治家。京都府華族（子爵）。貴族院議員。正五位。

## 経歴
1910年（明治43年）6月、式部官・植松雅道の長男として生まれる。
1935年（昭和10年）九州帝国大学法文学部を卒業。同年以降、宮内省諸陵寮雇、同嘱託、殿掌などを務めた。
父の死去に伴い、1941年（昭和16年）7月1日、子爵を襲爵した。
1946年（昭和21年）6月28日、貴族院子爵議員補欠選挙で当選した。研究会に所属し、1947年（昭和22年）5月2日まで在任した。
1958年（昭和33年）11月、死去。

## 家族
- 先妻：一重子（かずえこ、深山正の四女）[3]
  - 長男：雅房[3]
- 後妻：美恵子（樋口美津雄の長女）[3]